# Gímszarvas
A gímszarvas (Cervus elaphus) az emlősök (Mammalia) osztályának párosujjú patások (Artiodactyla) rendjébe, ezen belül a szarvasfélék (Cervidae) családjába és a szarvasformák (Cervinae) alcsaládjába tartozó faj. Nemének a típusfaja. Régies elnevezése a rőtvad, ez a német Rotwild (rőt- vagy vörösvad) és az angol Red Deer (rőt vagy vörös szarvas) megfelelője. Magyarország legnagyobb testű kérődző vadfaja, a köznyelvben gyakran szarvasként említik. Hímjét bikának, nőstényét tehénnek, szaporítás előtt ünőnek, szaporulatát bika- vagy ünőborjúnak nevezik.
A gímszarvas az egyik legnagyobb szarvasféle. Az állat Európa legnagyobb részét, a Kaukázus térségét, Anatóliát és Ázsia nyugati és középső részeit népesíti be. A gímszarvas a Marokkó és Tunézia közötti Atlasz hegységben is megtalálható, ez Afrika egyetlen szarvasa. Az állatot Ausztráliába, Új-Zélandra, Argentínába és Chilébe is betelepítették. Húsa a világ sok részén táplálékforrásnak számít. Gyönyörű agancsáért is sokan vadásznak rá.
A gímszarvas kérődző, fő jellemzője a négy üregű összetett gyomor és a hasított paták. A legújabb DNS-vizsgálatok szerint a gímszarvas (Cervus elaphus) és a vapiti (Cervus canadensis) két külön fajba sorolható. Ezt a tényt egy közép-ázsiai alcsoport is alátámasztja, amely inkább az észak-amerikai vapitikkal rokon, és nem a körülöttük élő többi gímszarvassal. A gímszarvas őse Közép-Ázsiából származik és valószínűleg a mai szikaszarvashoz hasonlított.
Habár egyes helyeken a gímszarvasállományok erősen csökkentek, a faj egésze soha sem állt a kihalás szélén. A visszatelepítések és a védelmi intézkedések Európa nagy részén a szarvasállomány növekedését eredményezték, ami alól Magyarország sem kivétel. Észak-Afrikában ezek ellenére egyre kevesebb gímszarvas él.

## Ökológia

### Előfordulása

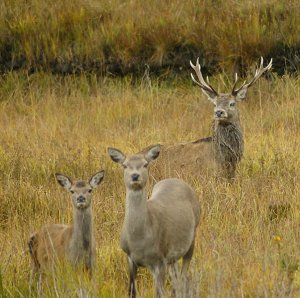
Egy bika, egy tehén és egy borjú az írországi Kerry megyében levő Killarney Nemzeti Parkban

A Cervus nevű emlősnem legelső képviselője 12 millió évvel ezelőtt jelent meg Eurázsiában, a miocén korban. A mára már kihalt óriásszarvas, amellyel valamikor kortárs volt, nem tartozik a Cervus nembe, inkább az európai dámvaddal áll közelebbi rokonságban. Az óriásszarvas a szarvasfélék valaha élt legnagyobb képviselője volt.
A gímszarvas Délnyugat-Ázsia (Anatólia, Kaukázus), Észak-Afrika és Európa legnagyobb vadászható állata. Ez az állat sok európai ország, például Anglia és Írország legnagyobb szárazföldi vad emlőse. A berber szarvas, amely nagyon hasonlít a nyugat-európai gímszarvasra, az egyetlen afrikai szarvasféle; állományának legnagyobb része az Atlasz-hegység északnyugati részén található. Az 1990-es évektől Afrikában csak Marokkóban, Tunéziában és Algériában élnek gímszarvasok.
Nagy-Britanniában a skóciai Lake Districtnél és Exmoor (Délnyugat-Anglia) vidékén még élnek őshonos gímszarvasok. De ezekben az állományokban nemcsak fajtiszta állatok vannak, hanem a betelepített gímszarvasok hibridjei is (a betelepített állatokat Warnham és Woburn Abbey környékéről hozták); a skóciai állatok pedig az Ázsiából hozott szikaszarvasokkal keveredtek.
Új-Zélandra és kisebb mértékben Ausztráliába is betelepítették. Új-Zélandon a gímszarvas mindkét szigeten jól alkalmazkodott, és nagy területen elszaporodott, emiatt nyugodtan lehet vadászni rá. A szigetországi állatok ősei a skóciai Invermarkból vagy az angliai Warnhamből, Woburn Abbeyből vagy Windsor Great Parkból származnak.
Afrikában a gímszarvasállományok csökkenőben vannak, míg Dél-Európában növekedésnek indultak. Argentínában a gímszarvas kártékony állatnak minősül és a Természetvédelmi Világszövetség is a 100 legkárosabb inváziós faj listájára helyezte.

#### Kárpát-medencei előfordulása
Magyarországon, a dél-dunántúli területeken található jelentős szarvasállomány, ahol 1996-ban a hazai állomány fele, mintegy 30 000 szarvas élt. A minőséget jelzi az évente ott elejtett 150–180 aranyérmes bika is. A legtöbb példány a Dunától nyugatra él, Zala, Somogy, Tolna és Baranya vármegyében.

### Élőhelye
A tisztásokkal és rétekkel tarkított lombos- és elegyes erdők lakója. A legjobb körülményeket valaha bizonyára a folyóárterekben találta meg, de kedveli a hegyi erdőket is, és ma éppen Közép-Európa nyugati felén találhatók a legerősebb agancsosok. A faj mai elterjedési területét leginkább az befolyásolja, hogy hol lehet egy ilyen nagy testű vadat gondozni úgy, hogy ne támadjanak súlyos konfliktusok az erdő- és mezőgazdasággal. A természetes élőhelyekről a gímszarvas már szinte teljesen kiszorult.
Az agancsok minősége pontosan megmutatja, mennyire alkalmasak a jelenlegi életterek a gímszarvas számára. Ezen területek közül néhány elégtelennek bizonyul, vagy már egyáltalán nem is tud szarvasokat fenntartani, ezért a mai szarvas-előfordulási helyek nagy részén szigorúan ellenőrzik a feltételeket, télen rendszeresen és bőségesen etetik az állatokat, kiegészítő abrakot és ásványi anyagokat is adnak nekik. A szigetszerűen szétforgácsolódott kis élőhelyeknek semmiféle kapcsolata nincs egymással.

## Rendszertani besorolása

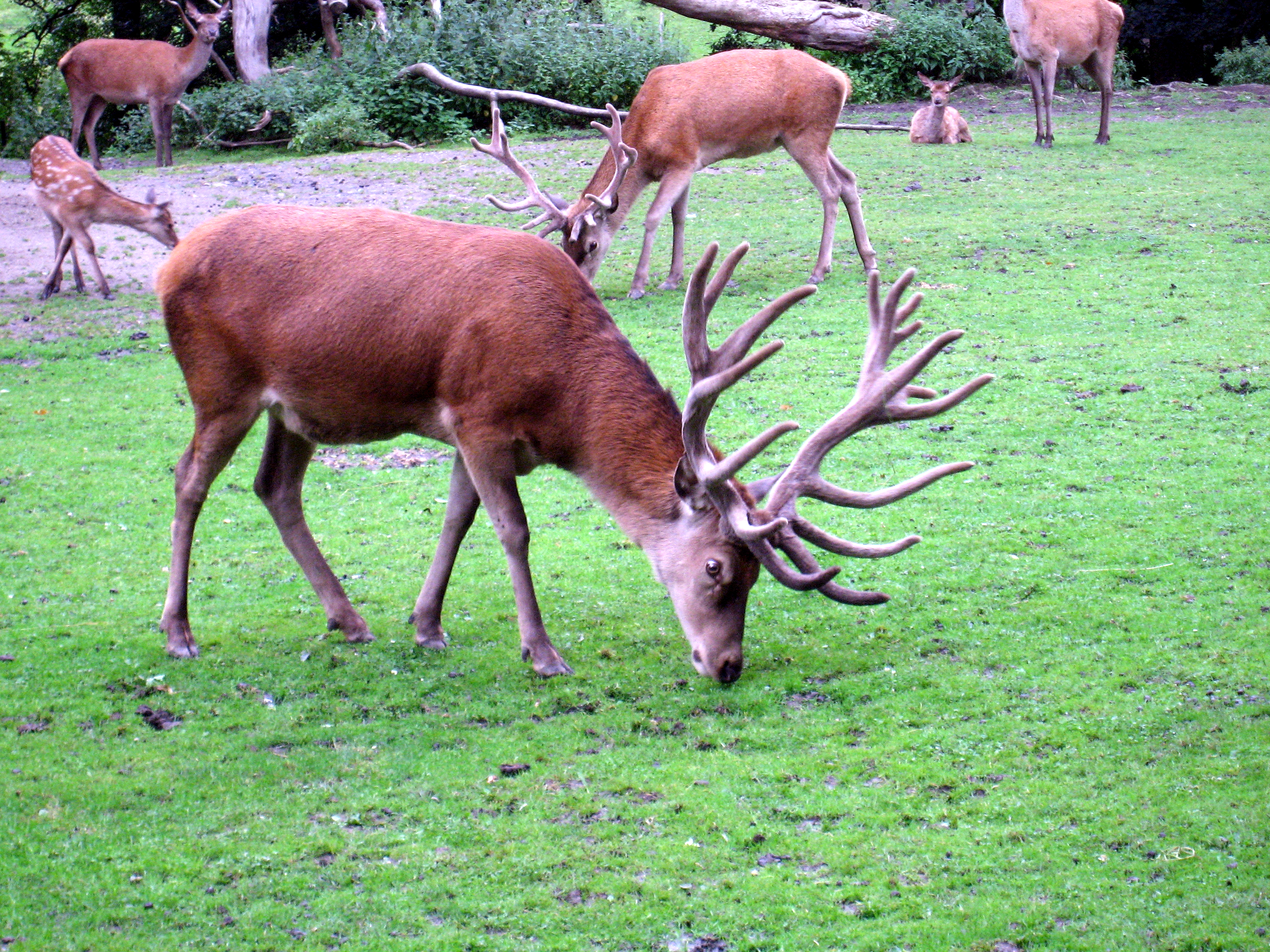
Nyugat-európai gímszarvasok (Cervus elaphus elaphus)

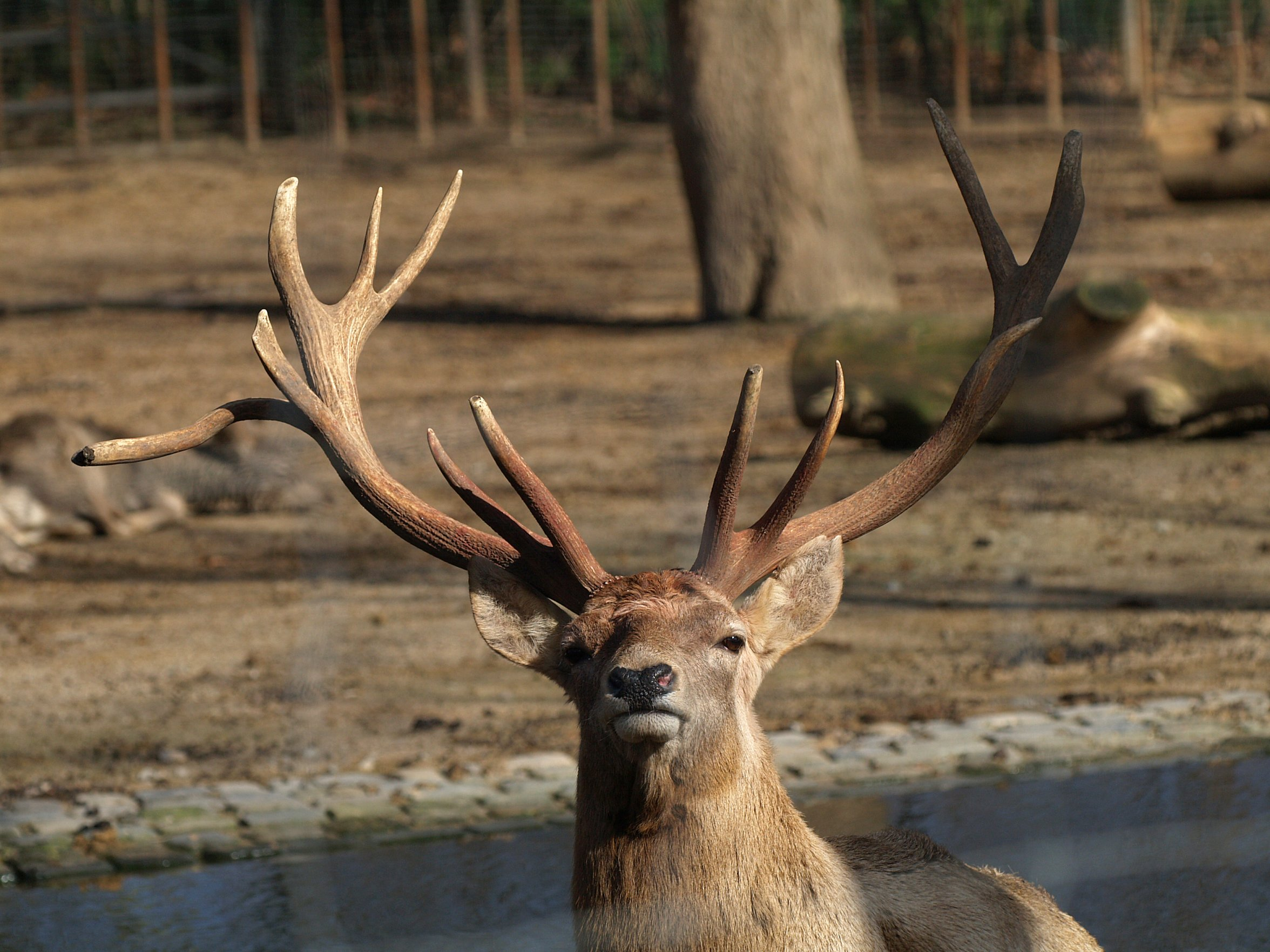
Afgán gímszarvas bika (Cervus elaphus bactrianus)

Nemrég még úgy tartották, hogy a gímszarvas és a vapiti egy fajba tartozik, ily módon folytonos elterjedési területet alkotva a mérsékelt övi Eurázsián és Észak-Amerikán keresztül. Ezt a feltételezést az is alátámasztotta, hogy fogságban a két állat keresztezéséből ivarképes hibrid egyed születik, amely maga is szaporodásra képes.
Az újabb mitokondriális DNS vizsgálatok után, amelynek során több száz gímszarvas és vapiti alfajtól vettek mintát, rájöttek, hogy két külön fajt képez. A vapitinak legalább kilenc, a gímszarvasnak legalább nyolc alfaja létezik. Az is kiderült, hogy a vapiti nem is a gímszarvassal, hanem a szikaszarvassal és a fehérajkú szarvassal áll közelebbi rokonságban. A két faj közötti határ Kazahsztán és Kína között húzódik; a gímszarvasoké Európa, Észak-Afrika, Nyugat- és Közép-Ázsia, míg a vapitiké Kelet-Ázsia és Észak-Amerika.

### Alfajai
A gímszarvas alfajait egymástól jól elkülöníthető csoportokba lehet sorolni. Manapság már csak két csoport létezik, mivel a 2004-es évi DNS-vizsgálat utáni rendszerezés szerint a vapitikat külön fajba sorolják. A két megmaradt csoport (az európai gímszarvasok és a közép-ázsiai gímszarvasok) viszonylag közeli rokonai egymásnak, de egyes feltételezések szerint az utóbbi csoport külön fajt is alkothat, mivel elzárva élnek az európai gímszarvasoktól. A közép-ázsiai gímszarvasok Türkmenisztántól Kínáig találhatók meg, míg az európai gímszarvasok elterjedési területe keleten csak a Kaszpi-tengertől nyugatra kezdődik. A közép-ázsiai gímszarvasok ősibb vonásokat is mutatnak. A Természetvédelmi Világszövetség a gímszarvas fajt nem nyilvánította veszélyeztetett fajnak, de egyes alfajok súlyosan vagy mérsékelten veszélyeztetettek.

#### Európai gímszarvasok
- nyugat-európai gímszarvas (Cervus elaphus elaphus) Linnaeus, 1758 – Az Egyesült Királyság és Nyugat-Európa területén él.
- skót gímszarvas (Cervus elaphus scoticus) Lönnberg, 1906 – Élettere Skócia. A skót-felföld erdeiben jóval kisebb termetű gímszarvasok élnek, mint Angliában, de külön alfajba sorolásuk vitatott.
- kelet-európai gímszarvas (Cervus elaphus hippelaphus) Erxleben, 1777[12] – Délkelet-Európa és Közép-Európa lakója, a nyugati alfajtól az Alpok és a Kárpátok szigeteli el. Magyarországon ez az alfaj él.
- ibériai gímszarvas (Cervus elaphus hispanicus) Hilzheimer, 1909 – Spanyolországban és Portugáliában terjedt el.
- berber szarvas (Cervus elaphus barbarus) Bennett, 1833[13] – az Atlasz-hegységben Marokkó, Tunézia és Algéria területén él. Már a római kor óta erősen vadászott alfaj, sokáig nagyon ritkának tartották. Az utóbbi időben állományai növekedtek, már nagyjából 5000 egyede élhet. A Természetvédelmi Világszövetség a „mérsékelten veszélyeztetett” kategóriába sorolja.
- korzikai gímszarvas (Cervus elaphus corsicanus) Erxleben, 1777 – Korzika és Szardínia szigetén él. Nem világos, hogy valóban földrajzilag elkülönült alfaj, vagy csak az ókori időkben telepítették be a szigetekre. Letörpült méreteitől eltekintve, genetikailag alig különbözik az észak-afrikai berber szarvastól. Szardínia szigetén még mintegy 2000 példánya élhet, melyeket továbbra is fenyeget az élőhelyük elvesztése és a vadászat. E tényezők miatt mára Korzika szigetéről ki is haltak. A Természetvédelmi Világszövetség a „kihalástól közvetlenül veszélyeztetett” kategóriába sorolja ezt az alfajt.
- kaukázusi gímszarvas vagy más néven maralszarvas (Cervus elaphus maral) J. E. Gray, 1850 – A Kaukázusban, Anatóliában és a Kaszpi-tengertől délre eső vidékeken fordul elő.

#### Közép-ázsiai gímszarvasok
A gímszarvas Közép- és Kelet-Ázsiában élő alfajait olykor külön fajként sorolják be.
- afgán gímszarvas (Cervus elaphus bactrianus) (Lydekker, 1900) – Afganisztán, Kazahsztán, Tádzsikisztán, Türkmenisztán és Üzbegisztán területén élő veszélyeztetett alfaj.
- Jarkand-gímszarvas (Cervus elaphus yarkandensis) Blanford, 1892 – Hszincsiang-Ujgur Autonóm Területen él. Korábban kihaltnak vélték, de rábukkantak mintegy 5000 élő egyedére a Tarim folyó völgyében. Még így is veszélyeztetett alfajnak számít.

#### Egykori alfaja
A kasmírszarvast (Cervus canadensis hanglu) korábban a gímszarvas alfajának vélték, de mivel igen hasonlít a tibeti vapitira (Cervus canadensis wallichii) a kasmírszarvast áthelyezték a vapiti nevű szarvasfajba. Az állat a Kasmír régióban él. Súlyosan veszélyeztetett alfaj. A 2009. márciusi szarvasszámláláskor 175 állatot találtak ebből az alfajból.

## Megjelenése

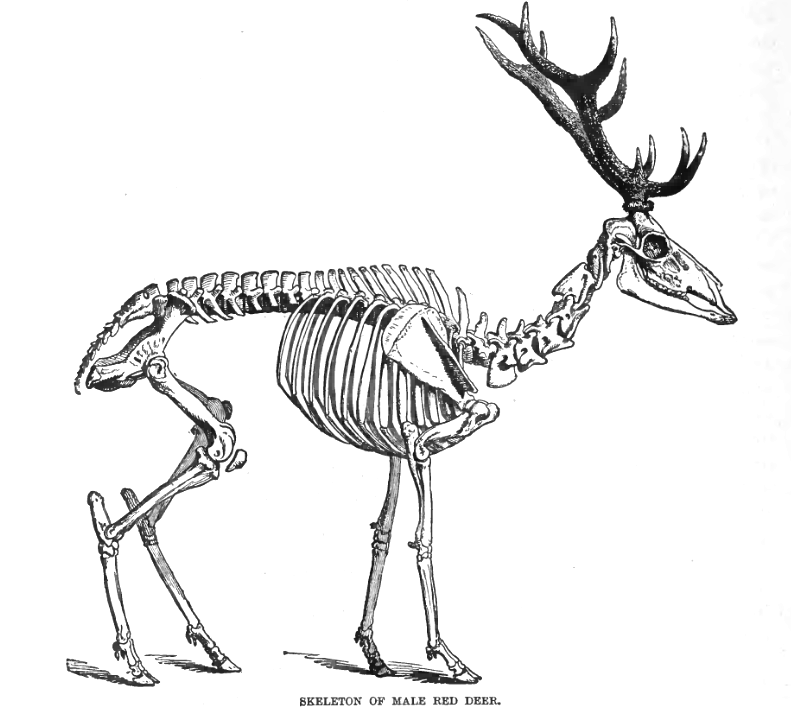
A bika csontváza

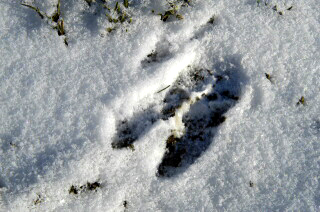
Gímszarvas nyom a hóban

A gímszarvas a legnagyobb szarvasfélék közé tartozik. Rokonaihoz hasonlóan kérődző, összetett gyomra négyüregű. A nyelőcső után a bendő (rumen) található, utána következik a recésgyomor (reticulum). A harmadik rész a leveles- vagy százrétű gyomor (omasus), végül az igazi, oltógyomor (abomasus). Lábai párosujjban végződnek, mint a tevefélék, kecskeformák és tulokformák lábai. A gímszarvas farka hosszabb, mint a vapitié. A gímszarvas alfajok között is van némi különbség, a méretben és agancsnagyságban. A legkisebb alfaj a Korzika és Szardínia szigeteken élő korzikai gímszarvas, míg a legnagyobb a kaukázusi gímszarvas, amely nem csak a Kaukázusban él, hanem Anatólia félszigetén is. A kelet-európai gímszarvasok közül a legnagyobb példányok a közép-európai Kárpátokban találhatók. A nyugat-európai gímszarvasok eléggé nagy méretűek, mivel bőséges a táplálékforrásuk (ide értve az emberek általi rendszeres etetését is) és keresztezik őket az Új-Zélandról és Argentínából visszatelepített „óriás” példányokkal; emiatt agancsaik is igen méretesek, ami a vadászok kedvére van. A kaukázusi és kárpátokbeli állatok nagysága vetekedhet a vapitikéval. A tehenek kisebbek és könnyebbek, mint a bikák.
Általában a bika hossza 175–250 centiméter, marmagassága 100–150 centiméter, farokhossza 12–19 centiméter és testtömege 160–300 kilogramm; a tehén hossza 160–210 centiméter, testtömege 120–170 kilogramm. A Kárpátokban élő állatok 500 kilogrammosak is lehetnek, de agancsaik valamivel kisebbek, mint a többi alfajé. A korzikai gímszarvas (a legkisebb alfaj) tömege körülbelül 80–100 kilogramm. Akármelyik alfaj testtömege, ha rosszak az életfeltételei, 53–112 kilogrammos tömegüre csökken vissza. A bikák ágas-bogas agancsot viselnek, melyet minden évben elhullajtanak és újat növesztenek. A gímszarvas szőrzete télen szürkésbarna, nyáron vörhenyesbarna. A tavasszal született borjak szőrzete vörösesbarna, sárgásfehér pettyekkel. A szarvasok „tükre” nyáron világos barnássárga, télen sárgásfehér. A viszonylag hosszú farok elfedi a combok hátulsó részén lévő tükröt. A nyakszőrzet és a hastájék szőrzete a bikáknál sötétebb, mint a teheneknél. Szőrzetüket évente kétszer váltják, ősszel szeptember–október hónapban, tavasszal április–május hónapban. A szőrzet színe évszaktól, élőhelytől és alfajtól függően változik; általában télen szürkésebb, nyáron vörösesebb; egyes alfajok kifejlett példányain nyáron is lehet találni fehér pettyeket. Egyes gímszarvasalfajok bikái ősszel rövid nyaksörényt növesztenek. Ez a Brit-szigeteken élő és a norvég bikáknak a legszembetűnőbb és legvastagabb, míg a kaukázusi alfajnak és az ibériai gímszarvasnak nincs sörénye. Mindegyik alfaj bikájának vastagabb a nyaka, mint a teheneknek, emiatt úgy néznek ki, mintha mindegyik sörényt viselnének; a teheneknél ellenben hiányzik a nyaksörény. A gímszarvas alkata erőteljes, oldalról nézve csaknem négyzetes. Hosszú lába és egyenesen kecses csülke alapján testét könnyebbnek gondolnánk, mint amilyen a valóságban. A félhold alakú csülköket szarutok alkotja, ez védi az utolsó ujjpercet, segíti a járást és a futást, emellett jó hőszigetelő.

### Az agancs fejlődése

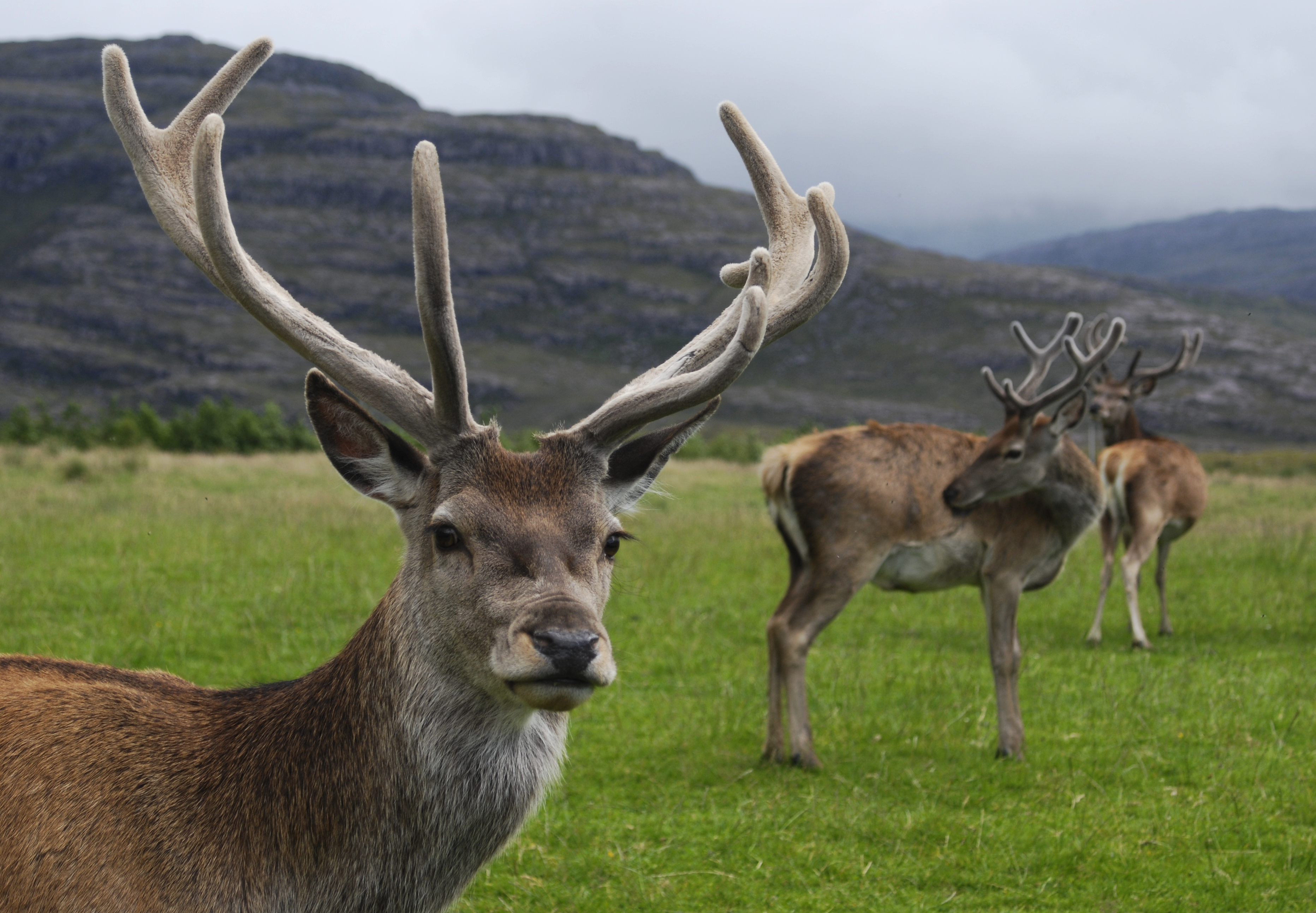
A háncs tavasszal és kora nyáron védi és táplálja az új agancsot növekedés közben

Néhány nappal azután, hogy a bika levetette agancsát, a rózsatőn máris növekedésnek indul új koronája: a fejlődő agancsot vérerekben gazdag bőr, úgynevezett háncs borítja, növekedése körülbelül 120 napig tart. A legjobb éveiben és ereje teljében lévő bika sokágú, erős agancsot fejleszt. Az agancs naponta 2,5 centimétert nő. Az első évben csak egy-egy szár fejlődik (nyársak), a következő évben azonban már a közbeeső fokozatokat (villásak) átugorva, akár hatos agancs is fejlődhet. Az öreg bikák fejdísze akár huszonnégyes, kivételesen még ennél is többágú lehet. A legfelső ágak alkotják az úgynevezett koronát. Az agancs röviddel a háncs levetése előtt kelti a leghatásosabb benyomást. A bikák nagyon érzékenyen reagálnak minden, a háncsot ért sérülésre, és ez alatt az idő alatt nagyon óvják még az ágaktól is. Amikor az agancs körülbelül öt hónap után végre teljesen kifejlődött, az állat néhány hét alatt megtisztítja, azaz megszabadítja a háncstól.
Az agancs fejlődéséhez sok mész szükséges, amit az állatnak viszonylag rövid idő alatt kell előteremtenie. Ez részben úgy történik, hogy a szervezete más csontjaiból „átcsoportosítja” a meszet. A kész agancs igazi csontképződmény, minden belső erezettség vagy csontvelő nélkül. A hormonháztartásban beállott változás hatására februárban leválik az agancscsapról, a visszamaradó seb pedig gyorsan behámosodik, meggyógyul. Miután igen szoros összefüggés van a bika agancsfejlődése és kondíciója között, ha az állat ereje csökken, vagy esetleg táplálkozása nem kielégítő, az agancs visszafejlődik. A vadászok úgy mondják, a bika „visszarak”, ami azt jelenti, hogy az állat túljutott élete delelőjén, és ő maga, valamint agancsa is leszálló ágba került.
A bika agancsa a riválisok elleni fegyver a tehenek birtoklásáért folytatott harcban. A közeledő trónkövetelő az agancsot látva meg tudja ítélni esélyeit, ezért nagyon eltérő erejű bikák csak ritkán keverednek harcba egymással. Az agancs ágai megakadályozzák, hogy az ellenfelek komoly sérüléseket okozzanak egymásnak, mivel összeakadva felfogják a másik csapásait.

## Életmódja

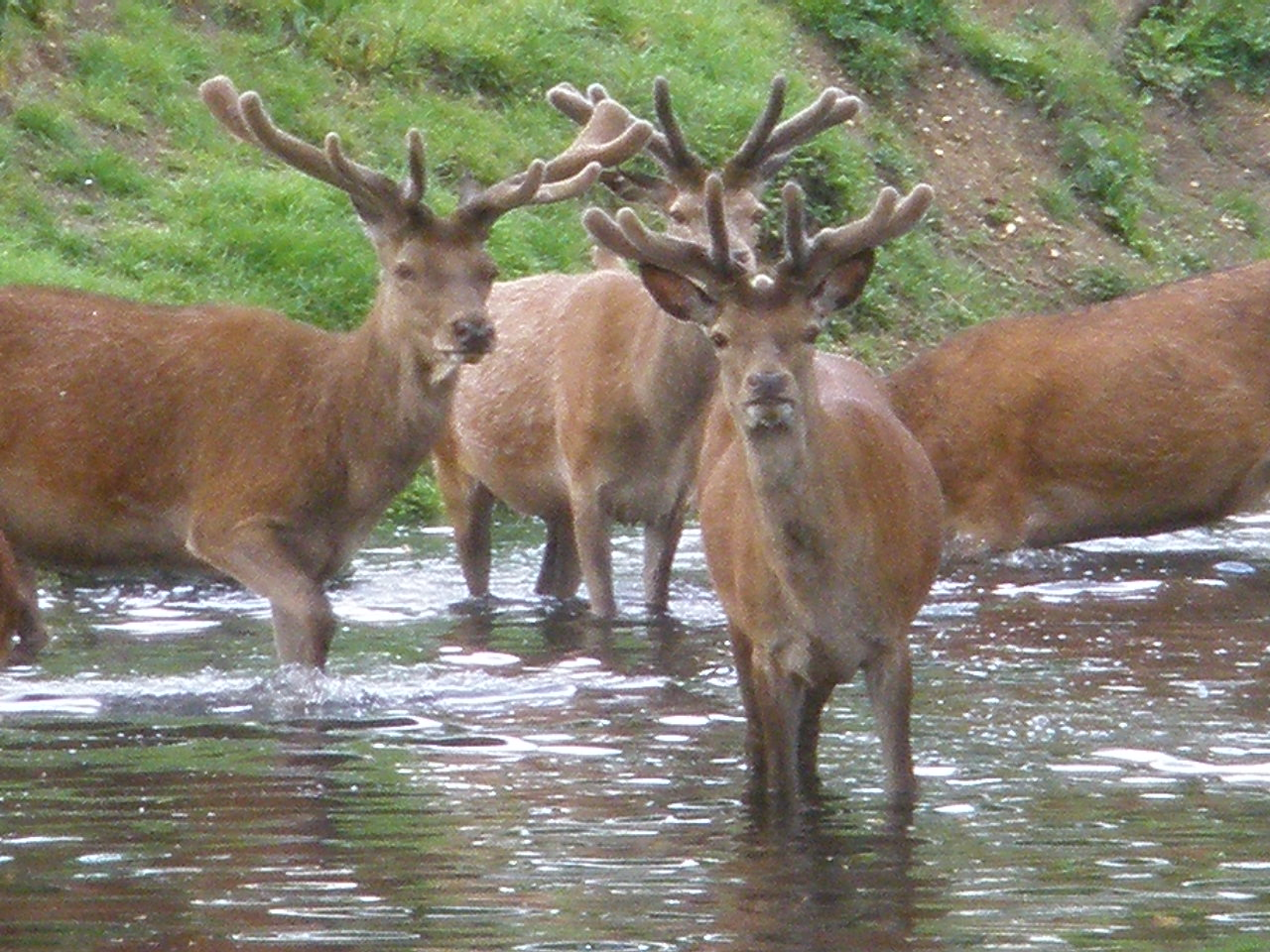
Bikacsapat

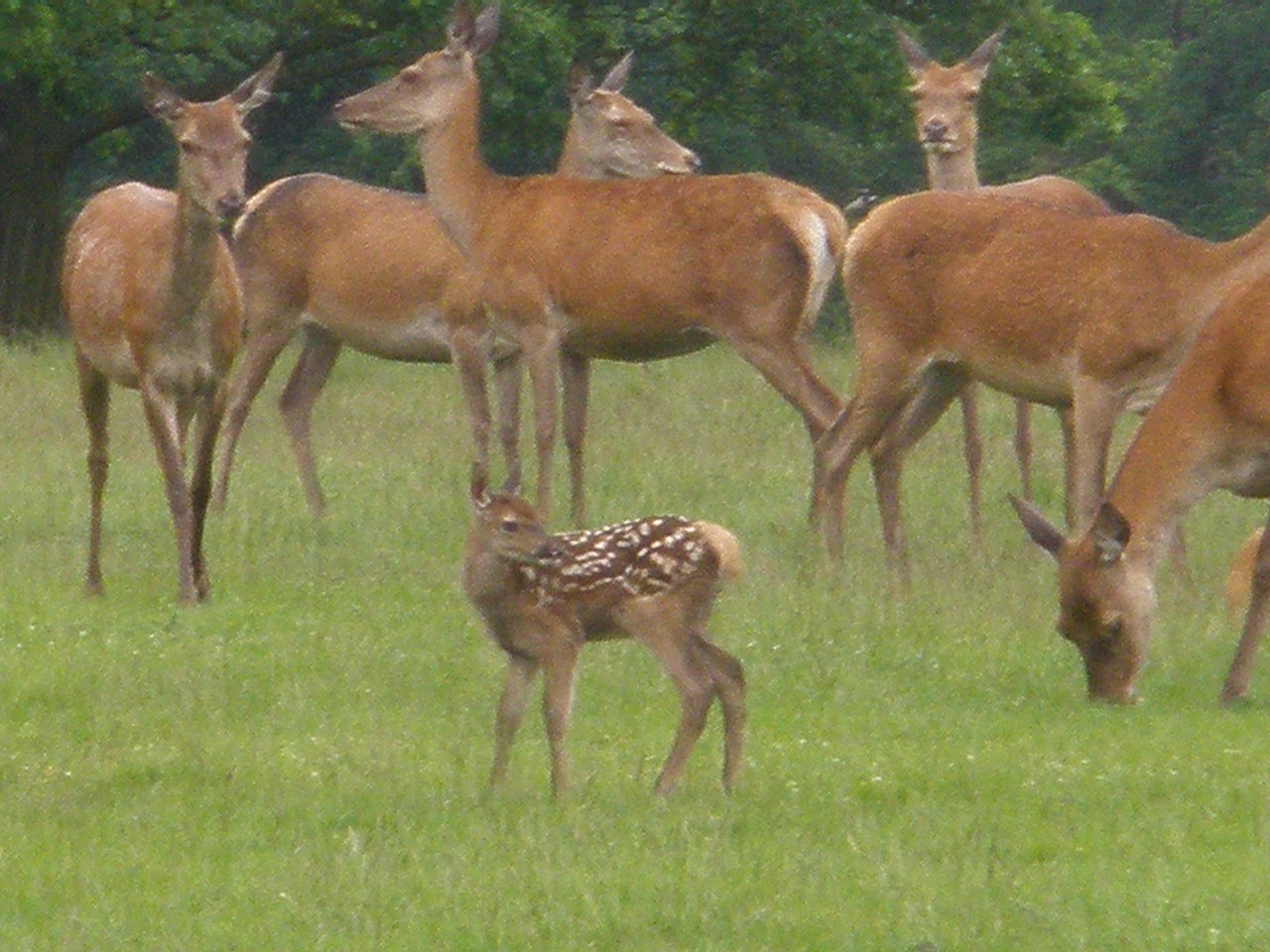
Tehéncsapat borjúval

A bikák egyedül vagy kis csapatokban, a tehenek kis családi kötelékekben élnek. A bikák inkább agancsvesztésük után gyűlnek össze. Ellés előtt a tehenek kissé elkülönülnek a többiektől, de később ismét laza csoportokba verődnek; ezek a borjas csapatok ötven egyedből is állhatnak. Az őzekkel ellentétben a szarvasok szívesen dagonyáznak az iszapos tócsákban. Nem kötődnek annyira egy meghatározott territóriumhoz. Ha sarokba szorítják őket, elülső lábuk szapora csapásaival védekeznek, és rendkívül éles csülkük hatásos fegyvert jelent. A tehenek ily módon jól meg tudják védeni borjaikat.
A gímszarvasok napközben rendszerint védett helyen pihennek, és csak este indulnak táplálkozni. Legelő típusú faj, tápláléka lágy szárú növények, de tavasszal a bokrokról és fákról a rügyeket is elfogyasztja. Télen helyenként nagy károkat okoz, amikor a fák kérgét lehántja. Nagy gyomrukban a nyers rostokban gazdag táplálékot is képesek megemészteni. A nyár végén és ősszel, a tölgyfélék gazdag makktermése idején, rengeteget eszik, és bőre alatt szalonnaréteget fejleszt a szűkös téli időszakra. Napi 8–10 órát tölt táplálkozással, majd ugyanennyit kérődzéssel. Táplálkozás közben, míg a csorda legel, egy-két állat a veszélyekre figyel, és figyelmezteti társait, ha ragadozó közeledik. A jól táplált szarvasok bírják a hideget és a nagy havazásokat is.
A gímszarvas a természetben körülbelül 16–18 évig, fogságban a bikák körülbelül 20 évig, a tehenek 22 évig élnek.

### Vándorlása
Az európai gímszarvasok a telet alacsonyabb és erdősebb területeken töltik. Nyáron az állatok a hegységekbe húzódnak fel, ahol bőségesebb táplálékra találnak, ami létfontosságú a borjak számára.

### Ellenségei
Ma már a gímszarvasnak nincs természetes ellensége Közép- és Nyugat-Európában. Korábban az európai kontinensen a szürke farkas és az eurázsiai hiúz pusztította, különösen a fiatal állatokat. Az állományszabályozást sok év óta már csak a vadászok végzik. Ahol még élnek gímszarvasok a vadasparkokon kívül, főleg Kelet-Európában, ott a borjakra és a fiatal állatokra barna medvék és vaddisznók is vadásznak. Skóciában feljegyezték, hogy a fiatal szarvasokat még a sasok is megtámadják: egy esetben pedig dokumentálták, hogy egy 20,5 kilogrammos borjat egy még fejlődésben lévő sas ejtett zsákmányul. Korábban Afrikában és az ázsiai elterjedési területükön oroszlánok és leopárdok vadásztak a gímszarvasra.

## Szaporodása

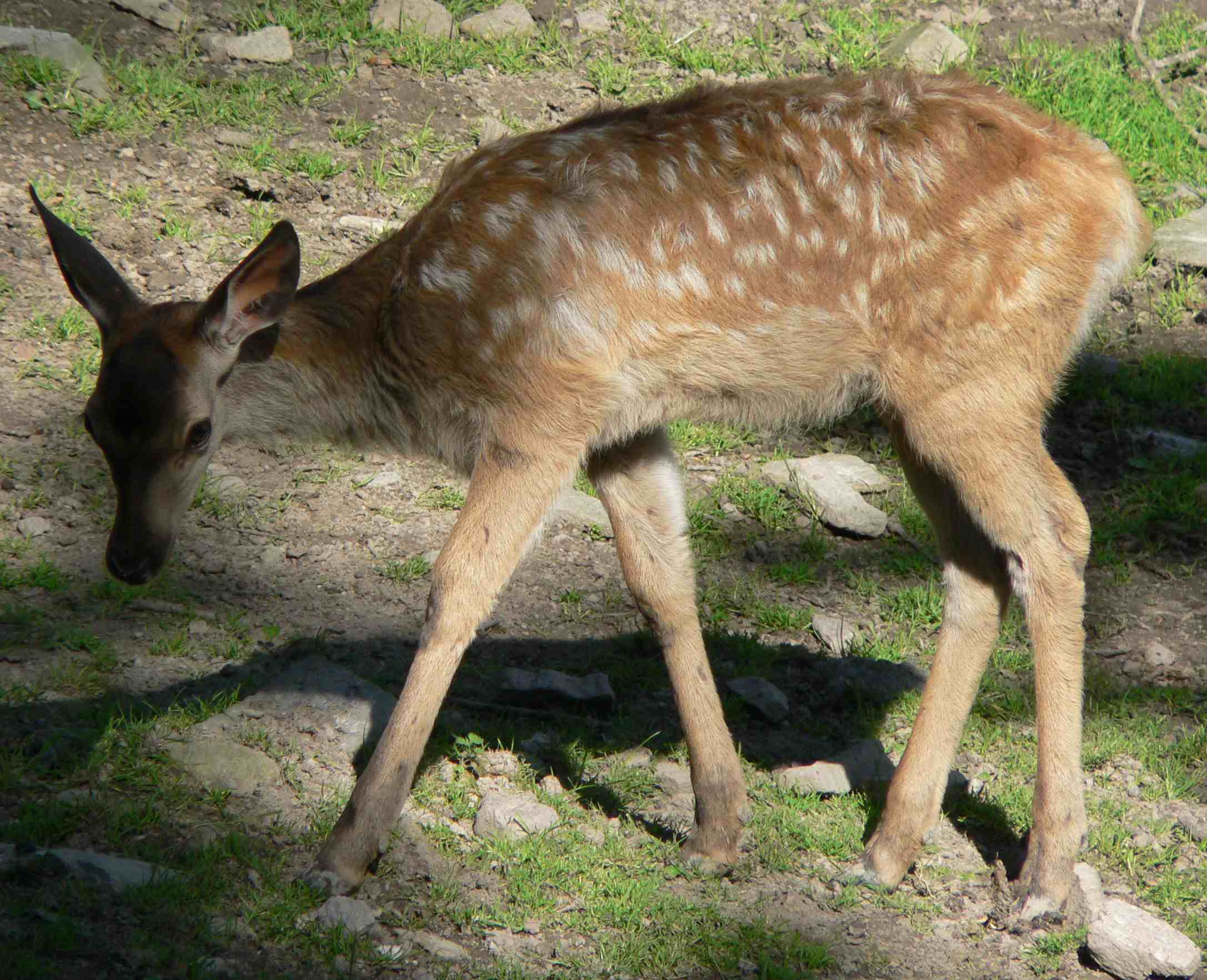
A borjúnak fehér pettyei vannak

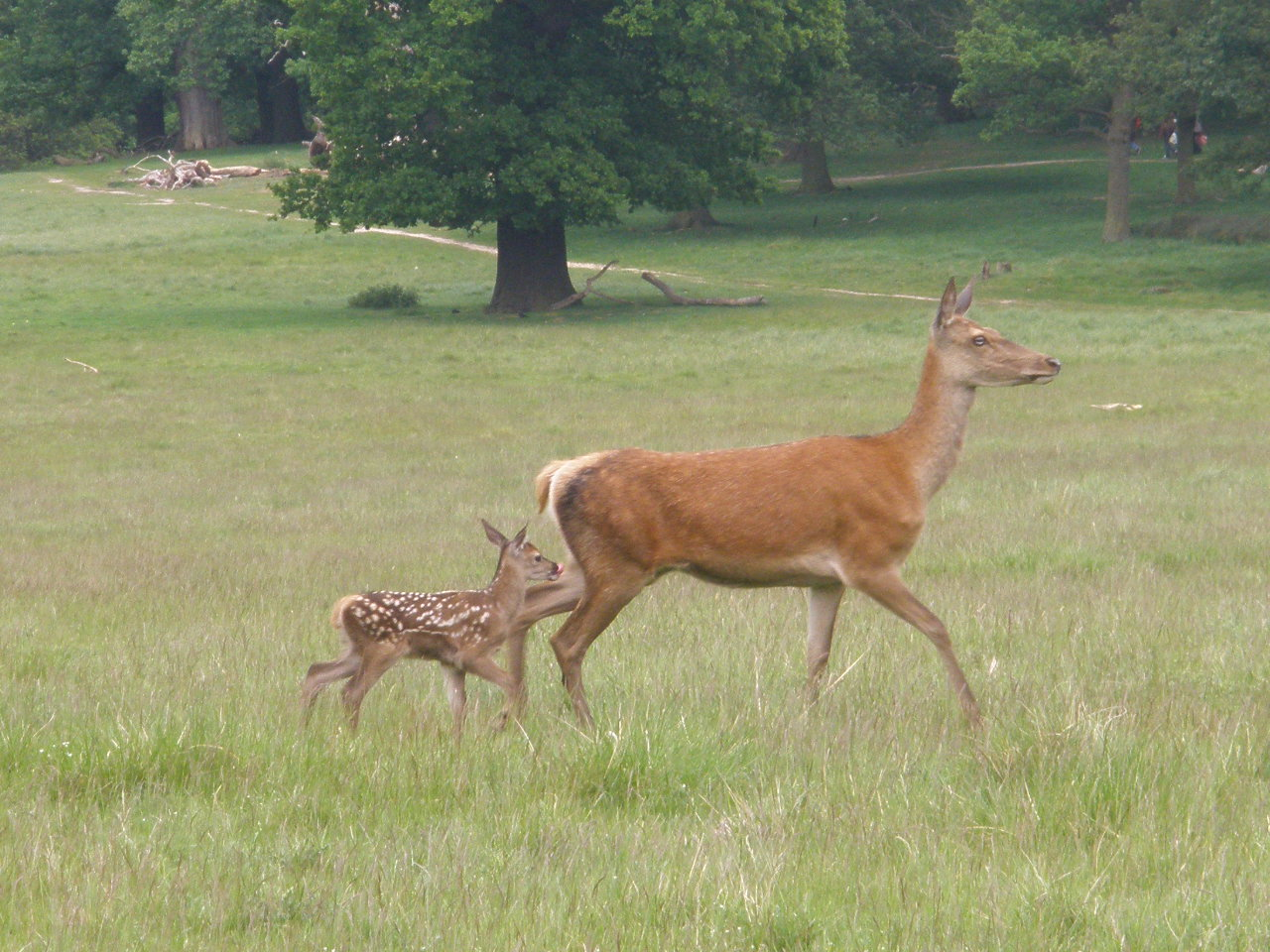
Tehenet követő borjú

A tehenek 2–4, a bikák 5–6 éves korban érik el az ivarérettséget. A párzási időszak szeptemberben és október elején van. Amikor az bőgési időszak elkezdődik, különösen az alkonyati és esti órákban, az erdőkben messzire hangzik a zengő szarvasbőgés. A háremüket őrző bikákhoz riválisok érkeznek, és megpróbálják a küzdelemben kifárasztani és elűzni azokat a területről. A tehenek alig vesznek tudomást minderről, a harc kevéssé érdekli őket. Néha a küzdő bikák halálosan is megsebzik egymást. A vezérbika lehetőleg szorosan együtt tartja a teheneket, és ha valamelyikük eltávolodik, agancsának ütéseivel kergeti vissza. Ha viszont külső veszély fenyegeti, a bika egyáltalán nem törődik háremével. Egy háremben húsz tehén is lehet. Csak a kifejlett bikáknak vannak nagy háremeik, de ők is csak körülbelül nyolc évig párosodnak sikeresen. A 2–4 év közti és 11 éven felüli bikáknak ritkán van háremük, ezért az üzekedési idő alatt a nagyobb háremek szélein „próbálnak szerencsét”. Ha fiatal vagy öreg bikának mégis sikerül háremet gyűjtenie, valószínűleg jönni fog egy erőteljes bika, amely aztán elűzi a hárem tulajdonosát. Ez idő alatt a bika egyáltalán nem vagy ritkán táplálkozik, emiatt testsúlyának a 20 százalékát is elveszítheti. Az olyan bikák, amelyek rossz állapotban kezdik a párosodási időszakot, nem élik túl a szezont, vagy ha mégis, akkor a tél folyamán valószínűleg elpusztulnak. A megtermékenyítéshez egy tucat vagy ennél több párosodási próbálkozás szükséges. A tehenek bár vemhesek, a csíra télen pihen, így a borjak csak májusban vagy júniusban jönnek a világra. A vemhességi idő 240 nap, a tehén egyetlen borjút hoz világra, az ikerszülés nagyon ritka. Maga az ellés gyorsan megy végbe, ritkán tart tovább 10 percnél. Az újszülött borjú körülbelül 15 kilogrammos. A borjú rejtekhelyen fekszik, anyja eleinte csak szoptatáskor látogatja. Az anya 6–8 hónapig szoptatja borját. A borjú a legközelebbi ellésig anyjával marad, és többnyire utána is annak a csapatnak a tagja marad, amikor tehén lesz belőle. A fiatal bikák a bikacsapatokhoz csatlakoznak.

## A gímszarvas és az ember

### Szerepe a kultúrában
A gímszarvas számos európai barlangfestményen és tárgyon szerepel; a legrégebbiek 40 000 évesek és a paleolitikumból származnak. A szibériai neolitikumi ember számára (7000 évvel ezelőtt) a szarvasnak szellemi jelentősége volt, emiatt sok barlangrajzon megtalálható. Ezek vizsgálatakor figyelembe kell venni azt is, hogy a szibériai barlangrajzok valószínűbb, hogy vapitiket, és nem gímszarvasokat ábrázolnak. Skóciában is vannak gímszarvas ábrázolások, de ezek már az i. sz. 550–850-ben készültek. A rajzok vadászeseményeket mutatnak be.
A csodaszarvas egy hun-magyar mondakörben és a magyar népi hagyományokban is ismert mitikus állat. Az az állat, amelyet a monda szerint Magor és Hunor üldözött, valószínűleg gímszarvas volt.

### Gazdasági jelentősége
A gímszarvast számos ok miatt tenyésztik. Az állatot ipari méretekben nem nagyon vágják, de azért néhány vendéglőben és bevásárlóközpontban lehet rendelni, illetve vásárolni gímszarvasból készült termékeket. Az állat húsa ízletes, és nagy a tápértéke. A szarvashús nagyon gazdag fehérjékben és kevesebb zsírt tartalmaz, mint a szarvasmarha vagy a csirke húsa. A gímszarvas húsa gazdag vasban, foszforban és cinkben, de koleszterint alig tartalmaz. Egyes közép-ázsiai országokban még mindig a szarvas a legfőbb vadászott emberi táplálékforrás.
A gímszarvas 10–15 kilogramm agancsháncsot is termelhet évente. Új-Zélandon, Kínában, Szibériában és más szarvastenyésztő országokban, a háncsot összegyűjtik, hogy a kelet-ázsiai piacokon a hagyományos orvoslást gyakorlóknak értékesítsék. A fő háncsvásárló Dél-Korea. Oroszországban, a Pantokrin nevű orvosságot is háncsból készítik. A kelet-ázsiai hagyományos orvoslásban a háncs mellett az agancsot is használják, melyet megőrölnek és kis adagokban fogyasztanak.
A han kínaiak, a türk népek, a tunguz népek, a mongolok és a koreaiak a fehérajkú szarvas, a szikaszarvas és a vapiti szarvas mellett gímszarvast is háziasítottak és tenyésztettek.
Az agancsot világszerte használják dísztárgyként, bútorok, szobrok és egyéb cikkek szépítéséhez.

## Fordítás
- Ez a szócikk részben vagy egészben  a   Red Deer című angol Wikipédia-szócikk ezen változatának fordításán alapul.  Az eredeti cikk szerkesztőit annak laptörténete sorolja fel. Ez a jelzés csupán a megfogalmazás eredetét és a szerzői jogokat jelzi, nem szolgál a cikkben szereplő információk forrásmegjelöléseként.